# Pelidnota luxuriosa
Pelidnota luxuriosa är en skalbaggsart som beskrevs av Richard Eliot Blackwelder 1944. Pelidnota luxuriosa ingår i släktet Pelidnota och familjen Rutelidae. Inga underarter finns listade i Catalogue of Life.